# Michael Myers (personaggio)
Michael Audrey Myers (noto anche come Ombra, Ombra della Strega, Uomo Nero o, in inglese, The Shape) è un personaggio cinematografico immaginario ideato da John Carpenter e Debra Hill come protagonista della serie di film horror slasher Halloween.
Michael Myers è entrato nell'immaginario collettivo al pari di altri cattivi della cinema horror americana come Freddy Krueger della saga Nightmare e Jason Voorhees della saga Venerdì 13.

## Biografia personaggio

### Infanzia (1957-1963)
Michael Audrey Myers nasce il 19 ottobre del 1957 (il 19 ottobre 1980 nel reboot di Rob Zombie) da Peter Myers ed Edith Nordstrom (Deborah nel reboot di Zombie) e ha due sorelle: una maggiore, l'adolescente Judith Margaret, e una minore, Cinthya Anne (Angel nel reboot di Zombie); la casa dei Myers si trova al 45 di Lampkin Lane nel tranquillo sobborgo nord-ovest di Machesney ad Haddonfield in Illinois.
Il passato della famiglia non è proprio ideale: mentre la nonna materna, Pamela, sebbene sia più colta dei genitori di Michael, è anche fredda ed incapace di amare, soprattutto Edith, il bisnonno materno, Michael Nordstrom, era stato condannato a morte per omicidio plurimo commesso a un ballo di Halloween durante l'apparizione della costellazione Thorn nella notte di Samhain; l'esecuzione ebbe avuto luogo nel braccio della morte di un carcere dell'Illinois, sotto gli occhi delle guardie carcerarie nonché di un funzionario, un prete, uno psichiatra dello Smith's Grove Sanitarium.
31 ottobre 1963, Haddonfield (Illinois). Quella sera, dato che Peter ed Edith andranno fuori a cena e poi a vedere il film Psyco al Lost River Drive-In e Judith passerà la serata col suo ragazzo, Michael, di 6 anni (10 anni nel reboot di Zombie), e Cinthya, di 1 anno ca., passeranno la serata dalla vicina, la sig.ra Blankenship. Più tardi Michael, vista rincasare la sorella col suo ragazzo, sgattaiola via dalla casa della Blankenship, entra in casa sua e, travestito da clown, dopo che il ragazzo se n'è andato, accoltella ripetutamente allo stomaco ed al collo Judith, fino ad ucciderla (anche il patrigno e il suo ragazzo nel reboot di Zombie). Dopo l'omicidio, Michael esce sul vialetto d'accesso proprio nel momento in cui i suoi genitori tornano (solo la madre nel reboot di Zombie) che gli tolgono la maschera mentre lui, che è sotto shock, rimane immobile e muto sul marciapiede con in mano il coltello (e la sorellina neonata nel reboot di Zombie). 

### Incarcerazione, terapia e fuga (1963-1978)
1º novembre 1963, Warren County (Illinois). Su consiglio dei medici delle contee il piccolo Michael viene internato al manicomio di Smith's Grove Sanitarium - 150 miglia ad ovest di Haddonfield - e affidato alle cure del Dr. Samuel "Sam" J. Loomis, da poco inserito nello staff dal capo amministratore e suo amico di lunga data, il Dr. Terence Wynn, e specializzato in neuropsichiatria infantile. Michael, per alleviare la solitudine della reclusione, si estrania da ciò che lo circonda, si chiude ancora di più in sé stesso e smette di parlare.
1º maggio 1964, Warren County (Illinois). Allo Smith's Grove Sanitarium, il Dr.  Loomis, tenuto Michael sotto osservazione per quattro ore al giorno per circa sei mesi, si convince del fatto che la catatonia e l'assenza di reazione agli stimoli esterni che mostra non siano reali ma solo un'ingegnosa copertura per nascondere la sua assenza di rimorso e, soprattutto, che Michael debba essere trasferito nel carcere di massima sicurezza di Litchfield in quanto psicopatico predatore ma gli amministratori dello Smith's Grove Sanitarium non sono d'accordo con lui. Loomis però non si arrende e passerà i successivi quindici anni a cercare di convincere i superiori dello Smith's Grove Sanitarium a trasferire Michael in un luogo con maggiore sorveglianza.  
19 ottobre 1978, Illinois. Il giorno del suo 21° compleanno (27° nel reboot di Zombie), Michael compare davanti alla corte che deciderà se può essere dimesso oppure incarcerarlo ma la sentenza viene rimandata così il ragazzo si rende conto che per lui è necessario ideare e pianificare la fuga.

## Carattere
Da piccolo Michael aveva un carattere asociale ed estremamente timido - tanto da attaccarsi morbosamente alla madre - e soffriva di enuresi.
Dopo l'omicidio della sorella, Michael smette di parlare e non lo farà mai più - tranne nelle scene d'infanzia all'inizio del primo film dei reboot di Rob Zombie e nell'ultima scena del secondo film della stessa serie - e il suo volto da adulto si vede di rado, giacché è quasi sempre coperto da una maschera, ciò per indicare quanto egli sia chiuso in sé stesso e preso solo dal suo obiettivo predatorio. Inoltre, in manicomio, oltre allo stato di perenne catatonia, gli sono stati diagnosticati vari disturbi mentali quali la schizofrenia e la psicosi, che probabilmente gli fanno avere visioni e incubi. È anche incapace di provare amore, empatia (a parte per la sorella Angel nei reboot di Rob Zombie) o rimorso (a parte in Halloween 5 - La vendetta di Michael Myers)

## Costume
John Carpenter ha raccontato in un'intervista: 
 Le maschere sono differenti per ogni pellicola, ma si basano sulla maschera originale. 
 Il personaggio indossa una divisa blu scuro da lavoro e stivali neri rubati a un meccanico. 
 La sua arma preferita è un coltello da cucina ma può usare qualunque cosa per uccidere, anche le sue stesse mani.

## Poteri
Michael Myers è, principalmente, dotato di forza sovrumana, dell'abilità di muoversi in maniera molto silenziosa e della capacità di raggiungere le sue vittime mentre scappano anche se si muove in maniera abbastanza lenta. 
Nei sequel post-Carpenter, la capacità di Michael di tornare in vita dalla morte è spiegata con la maledizione del Thorn che, oltre a conferire una sorta di immortalità, obbliga chi viene posseduto ad uccidere tutti i membri della propria famiglia - e chiunque ostacoli il suo piano - al fine di scongiurare una piaga o un disastro imminente; in alcuni casi Michael sembra voler combattere la maledizione come quando uccidere i capo e alcuni membri del Culto della Spina che venera il Thorn  (vedi Halloween 6 - La maledizione di Michael Myers).

## Film

### Serie originale

#### Halloween - La notte delle streghe
31 ottobre 1963, Haddonfield (Illinois). La notte di Halloween, il piccolo Michael Audrey Myers (Will Sandin), di soli sei anni, prende un coltello dalla cucina e, travestito da clown, colpisce ripetutamente la sorella adolescente Judith fino ad ucciderla per poi uscire sul vialetto dove viene trovato dai genitori appena rientrati. 
30 ottobre 1978, Warren County (Illinois). In piena notte, il 21enne Michael Myers (Nick Castle), per evitare il processo, evade dallo Smith's Grove Sanitarium e, rubata l'auto su cui viaggiano il suo psichiatra, il Dr. Sam Loomis (Donald Pleasence), e l'infermiera Marion Chambers, si dirige ad Haddonfield.
31 ottobre 1978, Haddonfield (Illinois). Dopo aver ucciso un meccanico per rubargli la tuta da lavoro e aver perso un libretto contenente informazioni sulla sua destinazione, Michael raggiunge la sua casa natale messa in vendita dall'agenzia del padre di Laurie Strode (Jamie Lee Curtis), una diciassettenne che Michael inizia a pedinare. Quella notte Laurie, unica tra le sue amiche a non avere un ragazzo, deve far da baby-sitter al piccolo Tommy Doyle così l'amica Annie Brackett, avendo un appuntamento col suo ragazzo, Paul, le affida anche Lindsey Wallace, la bimba a cui lei dovrebbe badare lei e che abita di fronte ai Doyle. È così che mente Laurie e i due bambini guardano in TV Il pianeta proibito, Annie, ignara del fatto che Michael sia nascosto sul sedile posteriore della sua auto, viene sgozzata dall'uomo che, più tardi, uccide anche l'altra amica di Laurie, Linda Van Der Klok, e il suo fidanzato Bob Simms entrati a casa Wallace. Michael però ha ucciso Linda mentre era al telefono con Laurie così la ragazza va dai Wallace e, dopo essersi imbattuta nei cadaveri, viene attaccata alle spalle da Michael che la fa cadere dalle scale agevolandole, inavvertitamente, la fuga dai Doyle dove si barrica con Tommy e Lindsey. Michael, però, riesce ad entrare in casa e attacca Laurie ma, quando sembra ormai che Myers stia avendo la meglio, il Dr. Loomis, che ha trovato il libretto che Michael aveva perso e ha sentito le urla dei bambini, irrompe e spara sei colpi di pistola a Michael, il quale cade dal balcone. Quando però Laurie e Loomis si affacciano per guardare il cadavere, vedono solo l'orma del corpo lasciata sul terreno erboso: Michael è scappato e la notte è ancora lunga.

#### Halloween II - Il signore della morte
31 ottobre 1978, Haddonfield (Illinois). Mentre Laurie Strode (Jamie Lee Curtis) viene portata al Haddonfield Memorial Hospital e la TV, interrompendo la La notte dei morti viventi, trasmette un servizio sugli omicidi da fuori la casa dei Wallace, il Dr. Sam Loomis (Donald Pleasence) e lo sceriffo Leigh Brackett iniziano a cercare Michael Myers (Dick Warlock). È così che i due incrociano un soggetto con la stessa maschera che indossava Michael ma, improvvisamente, l'uomo viene investito da un'altra auto della polizia che lo schiaccia contro un furgoncino parcheggiato causando l'esplosione di entrambi i veicoli: mentre il poliziotto riesce a salvarsi, l'altro uomo rimane incastrato in quell'inferno di fuoco ed è impossibile dire se la vittima dell'incidente è proprio Michael Myers. In seguito, Leigh Brackett, informato che una delle vittime di Michael è sua figlia Annie, lascia l'incarico al vice sceriffo Gary Hunt il quale, seguendo una segnalazione, si reca con Loomis alla scuola elementare cittadina dove trovano scritta sulla lavagna col sangue la parola "Samhain" (antica festa gaelica risalente almeno al VI secolo a.C. e che si celebra tra il 31 ottobre e il 1º novembre). Quando poi il dottore scopre che Laurie Strode, in realtà, è Cinthya Anne Myers, la sorella minore di Michael l'uomo corre all'ospedale dove Michael, che non è morto e ha sentito alla radio che Laurie è sopravvissuta ed è stata ricoverata, è già arrivata e ha ucciso parecchi membri dello staff medico armato di bisturi. Michael, dopo essersi scontrato con Loomis ed esser riuscito ad accoltellarlo, si dirige verso Laurie che però gli spara con una pistola di Loomis per poi fuggire dalla clinica mentre Loomis, seppur ferito in maniera piuttosto grave, riesce a riempir con del gas infiammabile la stanza in cui c'è Michael e, dopo averla lasciata, la fa esplodere vedendo Michael avvolto dalle fiamme che si accascia al suolo, ormai morto.

#### Halloween 4 - Il ritorno di Michael Myers
30 ottobre 1988, Warren County (Illinois). Sia il Dr. Sam Loomis (Donald Pleasence) che Michael Myers (George P. Wilbur) sono sopravvissuti all'esplosione ma, mentre Loomis è solo costretto a camminare col bastone, Michael è in coma da 10 anni al Ridgemont Federal Sanitarium ma, non essendo più ritenuto pericoloso, viene spostato nuovamente allo Smith's Grove Sanitarium però, durante il viaggio, sentendo i medici dire che Laurie Strode, prima di morire, ha avuto una figlia, Jamie Lloyd (Danielle Harris), che abita ad Haddonfield coi Carruthers, Michael si risveglia, fa finire l'ambulanza in un fiume e corre nella sua città natale.
31 ottobre 1988, Haddonfield (Illinois). Dopo aver compiuto un massacro nella stazione di polizia locale e aver fatto saltare la corrente in tutta la città, Michael trova Jamie che, pur non avendo mai incontrato suo zio Michael, ha spesso incubi su di lui, e inizia a inseguirla ma il Dr. Loomis, anche lui arrivato ad Haddonfield, la salva e la porta a casa dello sceriffo dove l'uomo, il suo vice, Raquel ("Rachel" in originale) Carruthers e il fidanzato di questa, armati di pistole, si offrono di proteggerli non sapendo che Michael li ha vinti in astuzia: nascondendosi nei sedili posteriori della macchina della polizia è stato portato a casa dello sceriffo senza che nessuno lo sappia. È così che Michael, dopo aver ucciso i tre uomini e la donna, dà la caccia a Jamie e Loomis che trovano rifugio nella scuola elementare della bambina. Michael però li raggiunge anche qui, scaraventa via Loomis e si avventa su Jamie che viene salvata da Raquel, che è sopravvissuta. Inseguite da Michael, le due ragazze fuggono fino ad un raduno di poliziotti i quali sparano su Myers uccidendolo. Impressionata dal cadavere dello zio, Jamie gli prende la mano creando così un legame psichico con lui e facendolo rialzare. Mentre i poliziotti fanno nuovamente fuoco su Michael uccidendolo davvero, Loomis riporta Jamie dai Carruthers, ma quando la bambina, indossata una mascherina da clown simile a quella indossata da Michael nel 1978, ferisce la madre adottiva con delle forbici il dottore capisce che è posseduta dalla stessa furia omicida di suo zio e cerca di spararle ma viene trattenuto da un poliziotto.

#### Halloween 5 - La vendetta di Michael Myers
31 ottobre 1989, Haddonfield (Illinois). Michael Myers (Donald L. Shanks), che è riuscito a salvarsi dalla sparatoria con la polizia, torna ad Haddonfield a cercare Jamie Lloyd (Danielle Harris) e uccide alcuni suoi amici ma così lei, che in seguito all'aggressione alla madre adottiva è stata ricoverata alla Haddonfield Child's Clinic, percepisce il ritorno dello zio e scappa dalla clinica con l'amico Billy. Poco dopo, il Dr. Sam Loomis (Donald Pleasence), informato della fuga dei ragazzini, cerca e trova Jamie e organizza una con lei una trappola: lei dovrà attirare Michael nello scantinato della sua vecchia casa dei Myers dove lui, intanto, avrà preparato una rete in cui farlo cadere. Jamie, in effetti, riesce ad attirare Michael alla casa ma la pugnala alla spalla così lei lo chiama "zio" e, questo, fa sì che l'uomo si fermi, scoppi a piangere e si levi la maschera però, quando Jamie cerca di toccarlo, Michael si ribella e inizia a rincorrerla nuovamente fino ad arrivare allo scantinato dove Loomis, ferito da un precedente scontro con Myers ma vivo, lo fa cadere in una rete.
- scena extra nel Producer's Cut: 1° novembre 1989, Haddonfield (Illinois). Portato in carcere, sembra che per Michael Myers non ci sia più via di fuga, ma un misterioso uomo vestito di nero, uccide i poliziotti, libera Michael e, inoltre, rapisce Jamie Lloyd.

#### Halloween 6 - La maledizione di Michael Myers
30 ottobre 1995, Warren County (Illinois). Dopo essere stata rapita con lo zio nell'Halloween del 1989 dal capo del culto di druidi Culto della Spina (culto che spera di usare a suo favore la leggenda della maledizione del simbolo "Thorn" che ha fatto credere a Michael che l'uccisione di tutti i membri della propria famiglia riporti equilibrio nelle condizioni che affliggono l'umanità), Jamie Lloyd (J.C. Brandy), ora 15enne, dà alla luce un bambino concepito mediante inseminazione artificiale con Michael Myers (George P. Wilbur) ma, poche ore dopo, un'ostetrica la aiuta a scappare insieme al neonato con un camion. Essendosi accorta di essere inseguita da Michael, Jamie trasmette dalla radio del veicolo una richiesta di aiuto per il Dr. Sam Loomis (Donald Pleasence) che la ascolta insieme all'amico Dr. Terence Wynn, direttore del Smith's Grove Sanitarium. Loomis si mobilita subito ma Michael raggiunge Jamie, la fa schiantare col camion uccidendola per poi scoprire che il suo bambino non è nel veicolo.
31 ottobre 1995, Illinois. Thomas "Tommy" Doyle (Paul Stephen Rudd), il bambino a cui Laurie Strode faceva da babysitter quell'Halloween del 1978, trova alla stazione degli autobus di Haddonfield un neonato che chiama Steven e, poco dopo, incontra il Dr. Loomis sulle tracce della maledizione di "Thorn". In seguito, Tommy, la vicina Sarah ("Kara" in originale) Strode, suo figlio di 6 anni Danny, che sente delle voci, e Loomis vengono avvicinati dal capo del Culto della Spina che si rivela essere il Dr. Wynn, il quale, volendo Steven, fa ricoverare Tommy, Sarah e Danny allo Smith's Grove Sanitarium, che si scopre esser la sede del culto, e chiede a Loomis di unirsi a loro ma lui si rifiuta. Mentre il Dr. Wynn e la sua equipe, che stanno per operare Danny e Steven, vengono uccisi da Michael, apparso all'improvviso, Tommy e Sarah, liberatisi, portano via i bambini ma Michael li raggiunge in un laboratorio dove Tommy riesce a iniettargli dei corrosivi e lo colpisce con un tubo di piombo fino a fargli perdere i sensi. Mentre Tommy, Sarah e i bambini scappano, Loomis resta a Warren County per parlare con la polizia ma, ad un certo punto, inizia a urlare.
- scena extra nella versione inedita: Tommy, Sarah, Danny e Steven - che dovrebbe essere il nuovo Michael Myers - si ritrovano nella sala dei sacrifici del Culto della Spina con Michael che li minaccia ma quando Sarah gli fa presente di essere il padre di Steven, l'uomo si ferma dando loro il tempo di scappare.

### Serie "20 anni dopo"

#### Halloween - 20 anni dopo
31 ottobre 1998, Summer Glen (California). Michael Myers (Chris Durand) - il cui corpo dato alle fiamme dal Dr. Sa Loomis non è mai stato trovato - ha scoperto, entrando in casa di Marion Chambers-Whittington, storica infermiera del Dr. Loomis, recentemente scomparso, che Laurie Strode (Jamie Lee Curtis) ha solo simulato la sua morte per poi cambiar nome in Keri Tate e diventar preside della Hillcrest Academy High School così vi si reca e inizia a perseguitare lei, suo figlio diciassettenne John e i loro amici lasciando una scia di morte e terrore dietro di sé. Dopo una violenta lotta, sembra che Michael sia morto ma Laurie, per esserne certa, ruba il furgoncino del coroner in cui vi è il corpo del fratello e lo fa cadere giù da un precipizio. Michael, però, si è risvegliato ed è rimane impigliato in un albero così Laurie, sebbene sia tentata di aiutare il fratello, lo decapita sperando che sia finalmente tutto finito.

#### Halloween - La resurrezione
31 ottobre 2001, Grace Andersen Sanitarium (California). Michael Myers (Brad Loree), scoperto che Laurie Strode (Jamie Lee Curtis), avendo in realtà decapitato un infermiere, è stata condannata per omicidio e internata al Grace Andersen Sanitarium vi si reca, la scova e la insegue fino al tetto dove la donna, che si aspettava fina dal '98 il suo arrivo durante tutta la permanenza nell'istituto, ha preparato un'ingegnosa trappola. Michael vi ci cade e si ritrova appeso a testa in giù così, Laurie volendo verificare che sotto la maschera vi sia davvero Michael, gli si avvicina per toglierla ma l'uomo la afferra e, dopo una colluttazione, la accoltella uccidendola. 
31 ottobre 2002, Haddonfield (Illinois). I produttori televisivi Freddie Harris e Nora Winston ottengono di girare una sorta di reality show nella vecchia casa dei Myers così sei ragazzi, Sara Moyer, Bill Woodlake, Donna Chang, Jen Danzig, Jim Morgan e Rudy Grimes, si ritrovano a dover passare la notte nella casa natale del serial killer senza sapere, però, che, dopo l'omicidio di Laurie, quel luogo è tornato ad essere il suo rifugio. È così che Michael inizia a uccide chiunque trovi in casa ma gli sfuggono Sara e Freddie che, alla fine, uccidono Myers. Il cadavere di Michael Myers viene portato in obitorio per l'autopsia ma, mentre l'infermiera sta per sfilargli via la maschera, Michael apre gli occhi.

### Serie Reboot (di Rob Zombie)

#### Halloween - The Beginning
31 ottobre 1990, Haddonfield (Illinois). La notte di Halloween, il piccolo Michael Myers (Daeg Faerch), di dieci anni, dopo esser stato sorpreso a scuola con Polaroid di animali seviziati, uccide un bullo e poi, tornato a casa e indossato la maschera da clown, uccide con un coltello il fidanzato della madre, il fidanzato della sorella Judith e Judith stessa per poi uscire sul vialetto con in braccio la sorellina neonata Angel, l'unica che ha risparmiato, dove viene trovato dalla madre Deborah (Sheri Moon Zombie).
1991, Warren County (Illinois). Michael viene rinchiuso nel manicomio criminale Smith's Grove Sanitarium sotto le cure del Dr. Sam Loomis (Malcolm McDowell) ma indossare sempre delle maschere e, su consiglio dell'inserviente Ismael Cruz che gli dice di estraniarsi, si rinchiude in sé stesso smettendo di parlare. Quando poi Michael sgozza una infermiera che gli ha fatto credere che ora è un mostro, Deborah si spara in testa e la piccola Angel viene data in adozione.
30 ottobre 2007, Warren County (Illinois). Dato che Loomis ha abbandonato il suo caso, Michael Myers (Tyler Mane) dev'esser trasferito in una struttura più sicura ma si libera, uccide delle persone, evade dalle Smith's Grove Sanitarium e va ad Haddonfield. 
31 ottobre 2007, Haddonfield (Illinois). Mentre, il Dr. Loomis, avvertito della fuga di Michael, compra un revolver e si reca ad Haddonfield, le adolescenti Laurie Strode (Scout Taylor-Compton), Annie Brackett e Lynda Van Der Klok vengono seguite da Michael che, intanto, nella sua casa d'infanzia, ha ritrovato il coltello e la maschera usati sedici anni prima.  Quella notte, mentre Laurie fa da baby-sitter a Tommy Doyle, e poi anche a Lindsay Wallace quando Annie gliela affida, e Michael uccide Annie, Linda, i loro fidanzati Bob e Paul e gli Strode, Loomis convince lo sceriffo Leigh Brackett che Michael Myers è tornato così l'uomo, sapendo che Laurie è in realtà Angel Myers, si dirige col dottore a casa Strode. Nel frattempo Laurie, attaccata da Michael, chiama il 911 e si chiude in casa Doyle coi bambini ma, non appena apre agli agenti, appare Michael che uccide i poliziotti e la rapisce. Portata nella cantina dei Myers, Laurie si trova Michael inginocchiata accanto a lei che, dopo averle porto una loro foto da bambini, si toglie la maschera; Laurie però, non capendo, accoltella Michael e poi scappa. Laurie viene inseguita da Michael che, improvvisamente, viene raggiunto da tre colpi di pistola sparati da Loomis che, però, viene poi ucciso dal serial killer mentre Laurie fugge con la pistola. Michael trova Laurie e, dopo essere entrambi caduti da una finestra del primo piano, la prende in braccio per riportarla in casa: è così che Laurie gli punta la pistola in faccia e spara urlando. La faccia e le urla di Laurie adolescente vengono sovrapposte da immagini di Angel che piange in braccio a Michael in vecchi filmati di famiglia.

#### Halloween II
31 ottobre 2023, Haddonfield (Illinois). Michael Myers (Tyler Mane), che vive invece in una capanna abbandonata col fantasma della madre Deborah (Sheri Moon Zombie) e di sé stesso bambino, decide di tornare nella sua città natale, rapire Laurie Strode (Scout Taylor-Compton) - che dopo aver scoperto di essere Angel Myers vive con i Brackett e va in terapia - e portarla nel suo covo dove però viene seguito dal Dr. Sam Loomis (Malcolm McDowell), che intanto ha scritto un altro libro su di lui. È così che Michael uccide Loomis per poi venir pugnalato al volto da Laurie. 
- extended: Micheal, dopo aver pugnalato Loomis - esclamando finalmente una parola dopo quasi vent'anni di silenzio: «Muori!» - viene crivellato di colpi dalla polizia.

- director's cut: Laurie, dopo aver accoltellato Michael, si avventa sul Dr. Loomis, che è sopravvissuto, ma viene uccisa dalla polizia[3].

### Serie "40 anni dopo" (di David Gordon Green)

#### Halloween
31 ottobre 2018, Haddonfield (Illinois). Michael Myers (James Jude Courtney e Nick Castle), sopravvissuto ai colpi sparatigli dal Dr. Sam Loomis nel 1978, evade dallo Smith's Grove Sanitarium, dove era sotto le cure del Dr. Ranbir Sartain, si precipita ad Haddonfield e inizia a uccidere. Laurie Strode (Jamie Lee Curtis), informata dell'evasione, raggiunge sua figlia Karen (Judy Greer) e si mettono alla ricerca della nipote Allyson Nelson (Andi Matichak) che, però, è già stata soccorsa dal vice sceriffo Frank Hawkins e dal Dr. Sartain, accorso anche lui ad Haddonfield. Quando però Hawkins investe Michael, Sartain, credendo che la mente del serial killer debba essere studiata accuratamente fino a farlo parlare, pugnala lo sceriffo e carica Michael sulla volante accanto ad Allyson. Ben preso, però, Michael si riprende e scaraventa Sartain fuori dal veicolo uccidendolo ma si lascia sfuggire Allyson che va a casa di Laurie dove, poco dopo, Michael uccide Ray Nelson e getta dal balcone Laurie che gli aveva sparato a una mano. Attratto dal rumore fatto da Karen e Allyson, Michael si distrae per pochi secondi, permettendo così a Laurie di riprendersi, raggiungerlo, accoltellarlo e farlo cadere nello scantinato dove Laurie ha piazzato un marchingegno che intrappola Michael e poi sprigiona del gas stordendolo. Infine, Laurie lascia cadere un bengala nella trappola che innesca un incendio che distrugge tutto lo stabile mentre le tre donne scappano.
- scena post credit: nello scantinato dell'edifici in fiamme si sente il respiro affannoso di Michael, il che potrebbe significare che sia ancora vivo.

#### Halloween Kills
31 ottobre 1978, Haddonfield (Illinois). Dopo una lunga serie di omicidi, Michael Myers (James Jude Courtney e Nick Castle), grazie all'aiuto del Dr. Sam Loomis (Tom Jones Jr.), viene arrestato dalla polizia di Haddonfield.
31 ottobre 2018, Haddonfield (Illinois). Mentre Laurie Strode (Jamie Lee Curtis), Karen (Judy Greer), Allyson (Andi Matichak) e il vice sceriffo Frank Hawkins, gravemente ferito ma ancora vivo, vengono portata in ospedale, i pompieri liberano involontariamente Michael Myers (James Jude Courtney e Nick Castle) che riprende quindi la sua carneficina così, Allyson e Karen, desiderose di vendicare Ray, si uniscono alla gente di Haddonfield che si è raccolta per fermare Myers. Dopo altri omicidi e colluttazioni, Michael viene accerchiato dagli abitanti di Haddonfield che lo prendono a bastonate mentre Karen lo pugnala col suo stesso coltello ma quando l'ex sceriffo Leigh Brackett è in procinto di sparargli Michael si riprende, sgozza Brackett e uccide tutta la folla compresa Karen ma facendosi scappare Allyson.

#### Halloween Ends
31 ottobre 2022, Haddonfield (Illinois). Visto che Laurie Strode (Jamie Lee Curtis) ha capito che il male è entrato lui - gli vede negli occhi la stessa cosa che vedeva negli occhi di Michael - Corey Campbell (Rohan Campbell), un ragazzo che la notte di Halloween del 2019 ha accidentalmente ucciso il piccolo Jeremy Allen, chiede alla fidanzata Allyson Nelson (Andi Matichak) di fuggire con lui e lei accetta, non sapendo che Corey, dopo essersi imbattutosi in Michael Myers (James Jude Courtney e Nick Castle) nelle fogne, gli ha fatto uccidere delle persone. La sera, però, Corey litiga con Michael, gli ruba la maschera, uccide varie persone e, infine, si reca da Laurie dove s'infilza un coltello nel collo proprio nel momento in cui Allyson rincasa e così la ragazza, pensando che la nonna lo abbia ucciso, fugge via disperata. Poco dopo, a casa di Laurie, arriva anche Michael che, dopo aver ucciso Corey ed essersi ripreso la sua maschera, inizia a lottare furiosamente con Laurie - lei riesce a pugnalarlo e sgozzarlo mentre lui cerca di strangolarla - ma Allyson, tornata a casa dopo aver parlato col vice sceriffo Frank Hawkins, aiuta la nonna permettendole così di tagliare i polsi a Michael che muore dissanguato. In seguito Laurie getta il cadavere di Michael in un trituratore industriale distruggendolo.

## Attori
Il personaggio di Michael Myers è stato interpretato da numerosi attori:
- Halloween - La notte delle streghe:
  - Nick Castle, Tommy Lee Wallace (nella scena dell'armadio), Tony Moran (senza maschera) e Will Sandin (a 6 anni)
- Halloween II - Il signore della morte:
  - Dick Warlock e Adam Gunn (a 12 anni)
- Halloween 4 - Il ritorno di Michael Myers:
  - George P. Wilbur ed Erik Preston (a 6 anni)
- Halloween 5 - La vendetta di Michael Myers:
  - Don Shanks
- Halloween 6 - La maledizione di Michael Myers:
  - George P. Wilbur
- Halloween - 20 anni dopo:
  - Chris Durand
- Halloween - La resurrezione:
  - Brad Loree
- Halloween - The Beginning e Halloween II:
  - Tyler Mane e Daeg Faerch (a 10 anni) e Chase Wright Vanek (a 10 anni)
- Halloween, Halloween Kills e Halloween Ends:
  - Nick Castle, James Jude Courtney e Airon Armstrong (nei flashback del 1978)

## Altri media
Michael Myers compare in Dead by Daylight, nel quale è possibile vestire i suoi panni di carnefice e della sopravvissuta Laurie Strode. Accompagnati dal classico ritornello sonoro, entrambi sono giocabili nella mappa che riproduce la cittadina di Haddonfield.